# Namíbia nos Jogos Olímpicos
A Namíbia participou pela primeira vez dos Jogos Olímpicos em 1992, e enviou atletas para competirem em todas as edições dos Jogos Olímpicos de Verão desde então. A Namíbia nunca participou dos Jogos Olímpicos de Inverno.
Atletas da Namíbia ganharam um total de 4 medalhas, todas de prata e por Frankie Fredericks no Atletismo.
O Comitê Olímpico Nacional da Namíbia foi criado em 1990 e reconhecido pelo COI em 1991.

## Lista de Medalhistas
| Medalha          | Nome               | Jogos          | Esporte   | Evento         |
| ---------------- | ------------------ | -------------- | --------- | -------------- |
| Medalha de prata | Frankie Fredericks | 1992 Barcelona | Atletismo | 100m masculino |
| Medalha de prata | Frankie Fredericks | 1992 Barcelona | Atletismo | 200m masculino |
| Medalha de prata | Frankie Fredericks | 1996 Atlanta   | Atletismo | 100m masculino |
| Medalha de prata | Frankie Fredericks | 1996 Atlanta   | Atletismo | 200m masculino |

## Medalhas por Jogos
| Jogos          | Ouro | Prata | Bronze | Total |
| 1992 Barcelona | 0    | 2     | 0      | 2     |
| 1996 Atlanta   | 0    | 2     | 0      | 2     |
| 2000 Sydney    | 0    | 0     | 0      | 0     |
| 2004 Atenas    | 0    | 0     | 0      | 0     |
| 2008 Pequim    | 0    | 0     | 0      | 0     |
| Total          | 0    | 4     | 0      | 4     |